# نوسی بوراها
نوسی بوراها (به لاتین: Nosy Boraha) یک منطقهٔ مسکونی در ماداگاسکار است که در آنالانجیروفو واقع شده‌است. نوسی بوراها ۳۰٬۰۰۰ نفر جمعیت دارد.